# Blender Game Engine
The Blender Game Engine — ігровий рушій, колишня складова частина програмного пакета Blender для роботи з тривимірною графікою. Рушій гри був написаний з нуля на C++ як значною мірою незалежний компонент, що включає підтримку функцій, таких як Python-скрипти і 3D-звук OpenAL. З версії 2.8 розвивається окремо від Blender.

## Історія
Ервін Коуманс і Джино Ван ден Берген розробили двигун Blender у 2000 році. Метою було створити товарний комерційний продукт для швидкого створення ігор та інших ПЗ інтерактивного змісту. Ці ігри можуть працювати як самостійні додатки, а також як вбудовані у вебсторінки, використовуючи спеціальний плагін. Цей плагін був виключений з міркувань безпеки, хоча і були деякі зусилля, щоб відродити його (альфа-версія поновлення Internet Explorer, і Firefox та COLLADA знаходиться в стадії розгляду).
З версії Blender 2.8 рушій перестав включатися до пакету. Натомість розвивається форк Blender Game Engine під назвою UPBGE.

## Ігровий рушій Blender
Ігровий рушій Blender використовує систему графічних «логічних елементів» (поєднання «датчиків», «контролерів» і «приводів») для контролю руху й відображення об'єктів у рушії. Ігровий рушій також може бути розширений за допомогою набору пакетів Python. Нова система для інтеграції шейдерів GLSL і фізика м'яких тіл була додана в релізі 2.48. Як і Blender, він використовує OpenGL для зв'язку з графічним обладнанням.

## Галерея

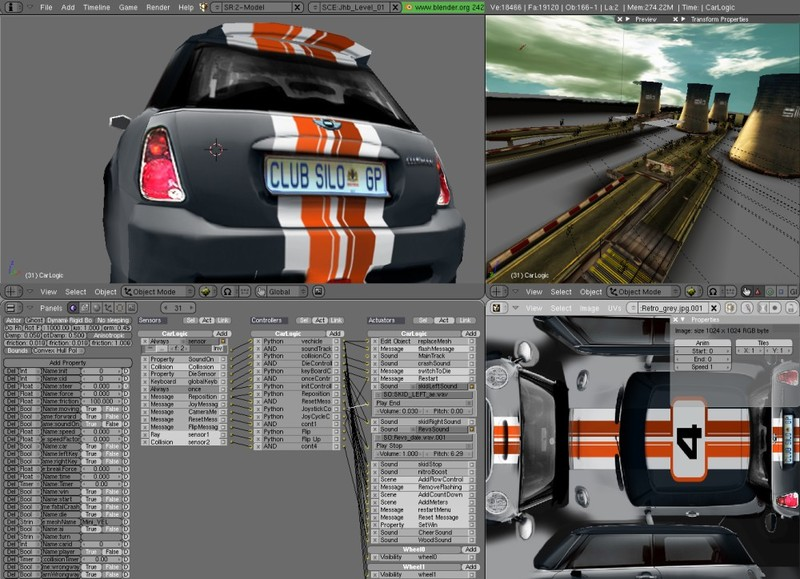
Blender Game Engine 2.42 скриншот
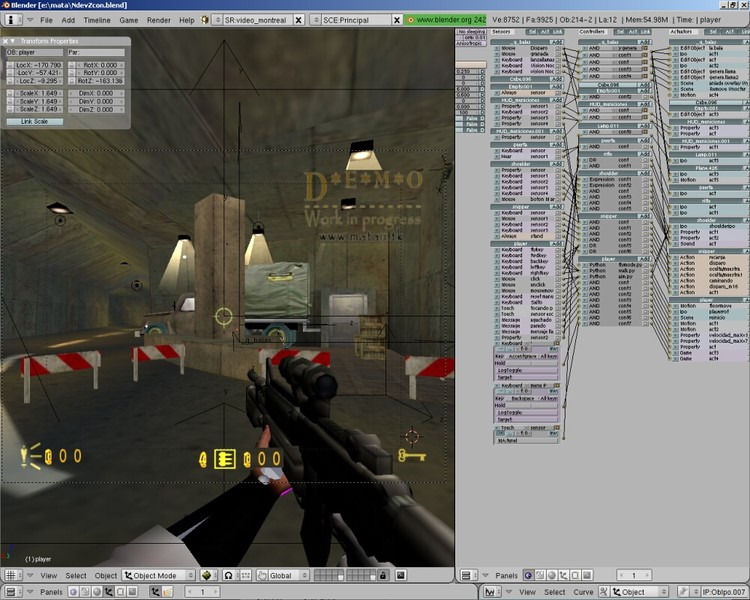
Blender Game Engine 2.42 скриншот
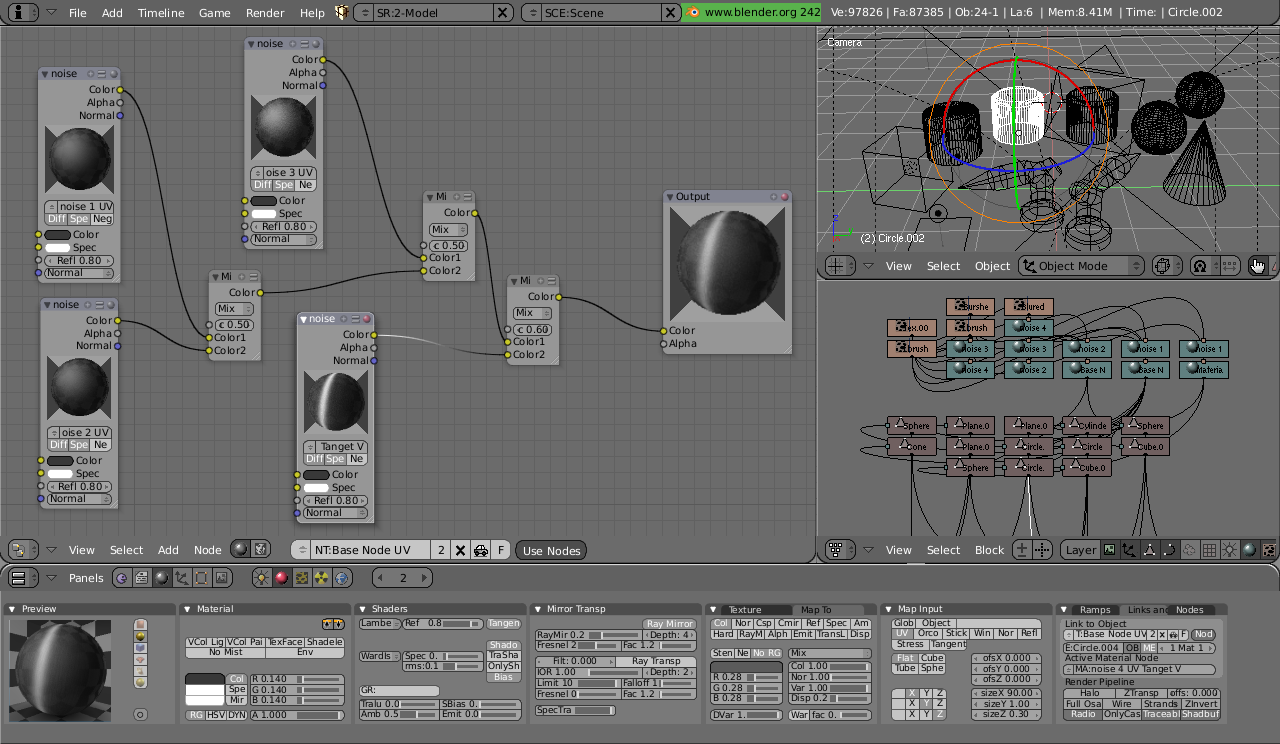
Blender GLSL 2.42 редактор шейдерів скриншот
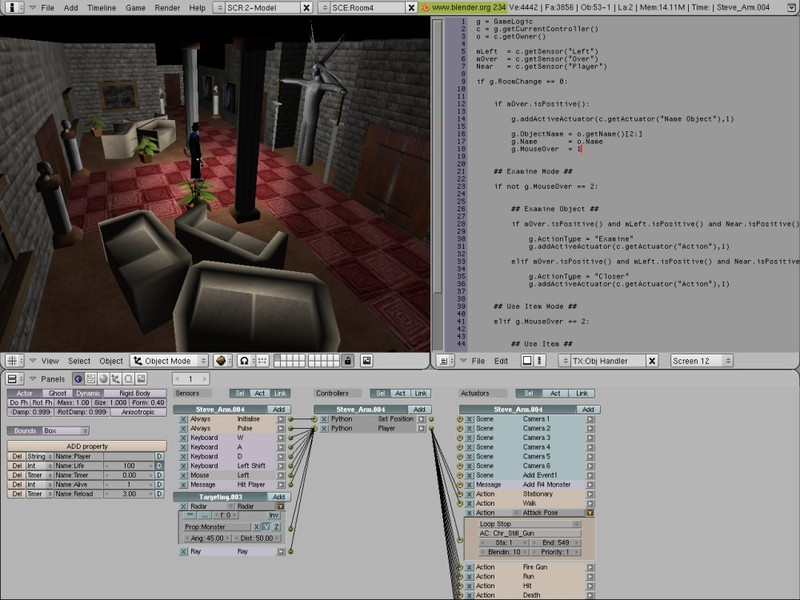
Скрипти Python

## Відомі ігри, засновані на Blender Game Engine
- Yo Frankie!
- Boro-Toro
- Dead Cyborg